# 아르툠 주프
아르툠 발레리예비치 주프(러시아어: Артём Вале́рьевич Зуб, 1995년 10월 3일~)는 러시아의 아이스하키 선수로 포지션은 수비수이다. 현재 내셔널 하키 리그(NHL)의 오타와 세너터스 소속으로 뛰고 있으며 이전에 콘티넨탈 하키 리그(KHL)의 팀인 아무르 하바롭스크와 SKA 상트페테르부르크 소속으로 활동했다. 
러시아 아이스하키 국가대표팀의 일원으로 2018년 동계 올림픽에서 금메달을 획득했으며 세계 선수권 대회에서 동메달 2개를 획득했다.